# Demetrio Mauro
Demetrio Mauro (Reggio Calabria, 1º ottobre 1905 – Reggio Calabria, 7 luglio 1996) è stato un imprenditore italiano, industriale del caffè.

## Biografia
Nasce nel 1905 a Reggio Calabria, tre anni prima del terribile terremoto, da una famiglia di modeste condizioni economiche. 
All'età di sei anni perde un occhio a causa di un incidente. Non potendosi permettere gli studi, a dieci anni è mozzo sulle navi dello stretto e poi, più grande, su altre navi tra l'America e l'Europa. A vent'anni riesce a conseguire il diploma elementare seppur a costo di duri sacrifici. Continua il suo lavoro sulle navi dello stretto ma l'obiettivo ora è acquistare una nave e costituire un'azienda propria. Nel 1930 acquista la nave “Salvatore Padre”, conosciuta sullo stretto come la Barca di Mauro. Dal 1936 trasferisce i suoi interessi in Africa, nelle colonie italiane, fondando un'agenzia di viaggi tra Massaua e Asmara.

Dopo tanti anni raggiunge finalmente lo sperato successo, ma i drammatici eventi della seconda guerra mondiale cambiano i destini di molti, tra cui quello di Demetrio Mauro. Si ritrova a cominciare da zero.

### Fondatore del “Caffè Mauro”
L'avventura riparte da Milano nel 1949 con una nuova passione, il caffè, con una piccola macchina da torrefazione da 20 kg di seconda mano. Dopo pochi mesi però ritorna a Reggio Calabria dove costruisce un'azienda che diventerà presto una delle più avanzate del settore. Gli ingredienti del successo sono la capacità di conciliare i valori della sua terra e della sua tradizione con le esigenze di innovazione che il mercato di quegli anni richiede. Negli anni cinquanta e sessanta la “Caffè Mauro” si distingue per le novità portate nei sistemi di produzione, nella distribuzione e nella comunicazione. Porta per primo il prodotto a standard di qualità elevata per l'epoca e soprattutto, è il primo a distribuire confezionato, con un marchio e un prodotto, che prima era distribuito soltanto sfuso. È ancora primo, nel suo settore, ad usare la televisione e Carosello nella promozione del prodotto e del proprio marchio.

### La rivolta di Reggio Calabria
All'inizio degli anni settanta partecipa attivamente ai Moti di Reggio, contro l'assegnazione della sede della regione Calabria a Catanzaro. Insieme all'armatore Amedeo Matecena costituisce un Comitato che fu attivo nella rivolta insieme ad altri raggruppamenti. Il 30 luglio 1970 circa seimila persone ascoltarono in piazza Italia il comizio di Demetrio Mauro, di Fortunato Aloi del MSI e di Ciccio Franco della CISNAL. Nel contesto dei Moti, fu anche indagato e prosciolto come finanziatore di azioni criminali avvenute contestualmente alla rivolta, compreso il deragliamento del treno che provocò la strage di Gioia Tauro.
Muore il 7 luglio 1996 a Reggio Calabria.
Nel 2024, sempre a Reggio Calabria, l'amministrazione comunale volle intitolare una via all'imprenditore reggino, proprio nell'arteria dove ha visto nascere il suo primo stabilimento per la produzione del caffè. La cerimonia, fu preceduta da un incontro a palazzo Campanella, dove fu ricordata la figura e la storia di Demetrio Mauro.